# Museum Fürstenfeldbruck
Das Museum Fürstenfeldbruck ist das kunst- und kulturgeschichtliche Museum der Stadt Fürstenfeldbruck. Es befindet sich in den Räumen der ehemaligen Klosterbrauerei im Zisterzienserkloster Fürstenfeld. Sammlungsschwerpunkt ist die Geschichte und die Kunst des Klosters Fürstenfeld und seine Beziehung zu den Wittelsbacher Landesherrn. Eine zweite Abteilung befasst sich mit regionaler Kultur und Geschichte und dem Leben der Brucker Bürger um 1900, die dritte Abteilung mit den archäologischen Funden der Region.
Überregionale Bedeutung erlangte das Museum durch sein abwechslungsreiches Ausstellungsprogramm. Jährlich werden mehrere Themen zu Kunst, Kultur und Zeitgeschichte präsentiert. Neben Führungen und Workshops gibt es ein breites museumspädagogisches Angebot für Kinder und Jugendliche.
Das Museum gehört zum Museumsverbund „Landpartie – Museen rund um München“. Träger des Museums ist die Stadt Fürstenfeldbruck.

## Geschichte
1904 gründeten engagierte Bürger des Historischen Vereins Fürstenfeldbruck das Historische Bezirksmuseum mit der Idee, dass es ein kulturelles Gedächtnis der Stadt Fürstenfeldbruck und der Region geben müsse. In der Zeit des industriellen Aufbruchs drohten wertvolle Zeugnisse der Vergangenheit – der Klostergeschichte und der regionalen Handwerkskultur – in Vergessenheit zu geraten.
Nach dem Tod des letzten Mitglieds des Historischen Vereins stand das Museum vor der Auflösung. Dies führte 1979 zu dem politischen Entschluss, die erhaltenen Sammlungen des Vereins durch die Trägerschaft der Stadt Fürstenfeldbruck langfristig rechtlich und finanziell abzusichern und ein „Stadtmuseum Fürstenfeldbruck“ zu begründen.
1987 wurden mit den Umbauarbeiten begonnen. 1991 konnte das Museum Fürstenfeldbruck in der ehemaligen Brauerei und Pfisterei von Kloster Fürstenfeld mit einer modernen Präsentation zum Thema „Kloster Fürstenfeld“ eröffnet werden. 1995 folgte die Abteilung „Leben in Bruck um 1900“ mit archäologischen und volkskundlichen Objekten und Zeugnissen des Handwerks aus der Region um 1900.
2001 und 2007 wurden die Sammlungen um die archäologischen Funde des Landkreises erweitert und in Zusammenarbeit mit dem Arbeitskreis Archäologie des Historischen Vereins Fürstenfeldbruck eingerichtet. 2013 wurde die städtische Institution in „Museum Fürstenfeldbruck“ umbenannt.

## Sammlungen
Die Geschichte des ehemaligen Zisterzienserklosters Fürstenfeld ist ein Schwerpunkt des Museums und zieht sich von der Gründung 1263 bis zur Säkularisation 1803. Wichtige Ausstellungsstücke sind die Figuren vom einstigen Stiftergrabmal der Wittelsbacher sowie Skulpturen und Tafelbilder des spätgotischen Hochaltars der Klosterkirche, die als Meisterwerke spätmittelalterlicher Kunst in Süddeutschland gelten.
Eine weitere Abteilung ist dem Marktort Bruck um 1900 und seiner Gesellschaft um die Jahrhundertwende gewidmet, die sich aus Handwerkern und Gewerbetreibenden, Dienstboten, aber auch Künstlern und Kunsthandwerkern zusammensetzte. Diese prägten, neben dem Bürgertum, bestehend aus Beamten und Angestellten der in der Marktgemeinde ansässigen Staatsbehörden, das gesellschaftliche Leben.
Die Familie Miller ist die bekannteste Vertreterin des Brucker Bürgertums, der Erzgießer Ferdinand von Miller, sein Bruder Johann Baptist Miller, als Bürgermeister des Marktes Bruck, und der Elektropionier Oskar von Miller. Durch das Wirken des visionären Oskar von Miller gehörte Fürstenfeldbruck zu den ganz frühen Orten, die bereits 1892 eine zentrale Energieversorgung erhielten.
Die dritte Abteilung des Museum ist den archäologischen Funden aus dem Landkreis gewidmet. Die ältesten Ausstellungsstücke sind die Stoßzähne eines Mammuts aus der Altsteinzeit. Daneben gibt es bronzezeitliche Zeugnisse einer Höhensiedlung zu besichtigen sowie Artefakte der keltischen Besiedlung und Funde aus der Römerzeit. Ausstellungsstücke aus den bajuwarischen Besiedlungen sind den Gräberfeldern bei Emmering, Germering und Maisach entnommen und sind ebenfalls Teil der archäologischen Abteilung.

## Sonderausstellungen
Wechselnde Ausstellungen zu Themen der Kunst und Kultur, zu Alltags- und Zeitgeschichte ergänzen die Dauerausstellungen. Ein umfangreiches museumspädagogisches Programm für Erwachsene und Kinder mit Führungen, Vorträgen, Kindergeburtstagen und Aktionstagen gibt Gelegenheit, die Themen der Ausstellungen und Museumsabteilungen zu vertiefen.
Für Sonderausstellungen nutzt das Museum Fürstenfeldbruck zusätzlich das ebenfalls im Klosterareal ansässige Kunsthaus gemeinsam mit den Kooperationspartnern: der Großen Kreisstadt Fürstenfeldbruck, der Kulturstiftung Annelies und Gerhard Derriks und dem Förderverein Kunsthaus Fürstenfeldbruck e.V. Ziel der Kooperation ist die Förderung der Kultur, insbesondere der bildenden Kunst, unter größtmöglicher Einbindung bürgerschaftlichen Engagements.
Bereits gezeigt wurden vom Museum im Kunsthaus mehrere Ausstellungen mit fotografischen Arbeiten, Lichtkunst, Künstlerbüchern, Graphzines, aber auch mit kulturgeschichtlichen und historischen Themen wie zur Polizeischule in Fürstenfeldbruck im Nationalsozialismus.

### Ausstellungskataloge
- Der romantische Blick. Werke aus der Sammlung Maibaum Lübeck Hrsg. v. Angelika Mundorff, Barbara Kink und Verena Beaucamp. Mit einem Vorwort von Daniel Kehlmann. Fürstenfeldbruck 2021
- Frau darf... 100 Jahre Künstlerinnen an der Akademie Hrsg. v. Angelika Mundorff und Barbara Kink. Fürstenfeldbruck 2020
- Bezaubernd. Magie und Zauberkunst Hrsg. v. Angelika Mundorff und Barbara Kink. Fürstenfeldbruck 2020
- Wetter und Mensch Hrsg. v. Angelika Mundorff und Barbara Kink. Fürstenfeldbruck 2019
- Ein Eigener sein. Leben und Werk des Heinz Braun (1938–1986) Hrsg. v. Angelika Mundorff und Verena Beaucamp. Fürstenfeldbruck 2018
- Syrien. Fragmente einer Reise. Fragmente einer Zeit. Fotografien von Yvonne v. Schweinitz aus den Jahren 1953 und 1960 Hg. v. Claus Friede. Fürstenfeldbruck 2018
- „…und dann brach der Krieg herein!“ Grafische Arbeiten aus der Sammlung Kretschmer 1900 bis 1918 Hrsg. v. Angelika Mundorff und Eva von Seckendorff. Fürstenfeldbruck 2017
- Graphzines aus dem Zentralinstitut für Kunstgeschichte in München Hrsg. v. Angelika Mundorff und Eva von Seckendorff. Fürstenfeldbruck 2017
- Leidenschaft für Heilige Hrsg. v. Angelika Mundorff und Eva von Seckendorff. Fürstenfeldbruck 2016
- Henrik Moor. Avantgarde im Verborgenen Hrsg. v. Angelika Mundorff und Eva von Seckendorff. Fürstenfeldbruck 2016
- Carl F. Steinheil. Der fotografische Blick Hrsg. v. Angelika Mundorff und Eva von Seckendorff. Fürstenfeldbruck 2015
- Am Wasser. Steinzeitmenschen am Haspelsee Hrsg. v. Angelika Mundorff und Eva von Seckendorff. Fürstenfeldbruck 2015
- Selma und Adolf Des Coudres. Ein ungleiches Künstlerpaar Hrsg. v. Angelika Mundorff und Eva von Seckendorff. Fürstenfeldbruck 2014
- Hans von Petersen – ein Marinemaler in Bayern Hrsg. v. Angelika Mundorff und Eva von Seckendorff. Fürstenfeldbruck 2010
- Albert Gustav Bunge (1893–1967) – Forschungen zu Leben und Werk Hrsg. v. Angelika Mundorff und Eva von Seckendorff. Fürstenfeldbruck 2009
- Reisen mit der Postkutsche Hrsg. v. Angelika Mundorff und Eva von Seckendorff Fürstenfeldbruck 2009
- Electrine und die anderen. Künstlerinnen 1700 bis 2000 Hrsg. v. Angelika Mundorff und Eva von Seckendorff. Fürstenfeldbruck 2008
- Die Millers. Aufbruch einer Familie Hrsg. v. Angelika Mundorff und Eva von Seckendorff. Fürstenfeldbruck 2006
- Fürstenfeldbruck – literarisch Hrsg. v. Angelika Mundorff und Eva von Seckendorff. Fürstenfeldbruck 2004
- Die Poesie des Alltäglichen. Der Maler Carl Robiczek (1837–1918) Hrsg. v. Angelika Mundorff und Eva von Seckendorff Fürstenfeldbruck 2001
- Inszenierte Pracht. Barocke Kunst im Fürstenfelder Land Hrsg. v. Angelika Mundorff und Eva von Seckendorff . Fürstenfeldbruck 2000
- Goethes Weimar in Farbholzschnitten der Margarethe Geibel Hrsg. v .Angelika Mundorff. Fürstenfeldbruck 1999
- Johanna Oppenheimer (1872–1942) – Schicksal und Werk einer jüdischen Malerin Hrsg. v. Angelika Mundorff und Renate Wedl-Bruognolo. Fürstenfeldbruck 1998
- Kaiser Ludwig der Bayer 1282–1347 Hrsg. v. Angelika Mundorff und Renate Wedl-Bruognolo. Fürstenfeldbruck 1997
- In Tal und Einsamkeit – 725 Jahre Kloster Fürstenfeld – Die Zisterzienser in Bayern Hrsg. v. Angelika Ehrmann, Peter Pfister und Klaus Wollenberg. Fürstenfeldbruck 1988